# Lijst van rijksmonumenten in de Nieuwe Leliestraat
Een overzicht van de 40 rijksmonumenten in de Nieuwe Leliestraat in Amsterdam.
| Object                                                                                             | Oorspronkelijke functie? | Bouwjaar                                       | Architect | Locatie                 | Coördinaten?                  | Nr.? | Afbeelding                               |
| -------------------------------------------------------------------------------------------------- | ------------------------ | ---------------------------------------------- | --------- | ----------------------- | ----------------------------- | ---- | ---------------------------------------- |
| Pand met klokgevel                                                                                 | Gebouw                   | derde kwart 18e eeuw                           |           | Nieuwe Leliestraat 11A  | 52° 22' 33" NB, 4° 52' 60" OL | 3481 | Meer afbeeldingen                        |
| Hoekhuis met gepleisterde gevels, de voorgevel afgedekt door een klokvormige geveltop met rollagen | Gebouw                   | 17e/19e eeuw                                   |           | Nieuwe Leliestraat 25   | 52° 22' 32" NB, 4° 52' 58" OL | 3482 | Meer afbeeldingen                        |
| Pand met halsgevel                                                                                 | Gebouw                   | tweede kwart 18e eeuw                          |           | Nieuwe Leliestraat 27   | 52° 22' 32" NB, 4° 52' 58" OL | 3483 | Meer afbeeldingen                        |
| Pand met halsgevel                                                                                 | Gebouw                   | tweede kwart 18e eeuw                          |           | Nieuwe Leliestraat 29   | 52° 22' 32" NB, 4° 52' 57" OL | 3484 | Meer afbeeldingen                        |
| Pand met klokgevel                                                                                 | Werk-woonhuis            | derde kwart 18e eeuw                           |           | Nieuwe Leliestraat 37   | 52° 22' 32" NB, 4° 52' 56" OL | 3486 | Meer afbeeldingen                        |
| Pand met gevel onder klokvormige top met rollagen, voorzien van een aardige houten winkelpui       | Gebouw                   | 17e eeuw (kern)                                |           | Nieuwe Leliestraat 43   | 52° 22' 32" NB, 4° 52' 56" OL | 3487 | Meer afbeeldingen                        |
| Pand met halsgevel met gesneden houten pui                                                         | Gebouw                   | begin derde kwart 18e eeuw                     |           | Nieuwe Leliestraat 49   | 52° 22' 32" NB, 4° 52' 55" OL | 3488 | Meer afbeeldingen                        |
| Pand met gekuifde klokgevel                                                                        | Gebouw                   | mogelijk derde kwart 18e eeuw                  |           | Nieuwe Leliestraat 59   | 52° 22' 31" NB, 4° 52' 54" OL | 3489 | Meer afbeeldingen                        |
| Pand met klokgevel                                                                                 | Gebouw                   | derde kwart 18e eeuw                           |           | Nieuwe Leliestraat 61   | 52° 22' 31" NB, 4° 52' 54" OL | 3490 | Meer afbeeldingen                        |
| Huis, vanwege de zandstenen onderdelen van de klokvormige top                                      | Gebouw                   | derde kwart 18e eeuw                           |           | Nieuwe Leliestraat 63   | 52° 22' 31" NB, 4° 52' 54" OL | 3491 | Meer afbeeldingen                        |
| Pand met halsgevel                                                                                 | Gebouw                   | 1736                                           |           | Nieuwe Leliestraat 69   | 52° 22' 31" NB, 4° 52' 53" OL | 3492 | Meer afbeeldingen                        |
| Pand met klokgevel                                                                                 | Werk-woonhuis            | tweede kwart 18e eeuw                          |           | Nieuwe Leliestraat 71   | 52° 22' 31" NB, 4° 52' 53" OL | 3493 | Meer afbeeldingen                        |
| Pand met klokgevel                                                                                 | Gebouw                   | vroeg derde kwart 18e eeuw                     |           | Nieuwe Leliestraat 75   | 52° 22' 31" NB, 4° 52' 52" OL | 3494 | Meer afbeeldingen                        |
| Hoekhuis met klokgevel                                                                             | Gebouw                   | derde kwart 18e eeuw                           |           | Nieuwe Leliestraat 81   | 52° 22' 31" NB, 4° 52' 51" OL | 3495 | Meer afbeeldingen                        |
| Hoekhuis met klokgevel                                                                             | Gebouw                   | 17e/18e eeuw                                   |           | Nieuwe Leliestraat 83   | 52° 22' 31" NB, 4° 52' 51" OL | 3496 | Meer afbeeldingen                        |
| Pand met trapgevel van het met grote boogblokken versierde type                                    | Gebouw                   | 1641                                           |           | Nieuwe Leliestraat 85   | 52° 22' 31" NB, 4° 52' 51" OL | 3497 | Meer afbeeldingen                        |
| Pand met halsgevel                                                                                 | Gebouw                   | eerste of tweede kwart 18e eeuw                |           | Nieuwe Leliestraat 111  | 52° 22' 30" NB, 4° 52' 48" OL | 3498 | Meer afbeeldingen                        |
| Huis, vanwege de zandstenen onderdelen van de gevelhals                                            | Gebouw                   | tweede kwart 18e eeuw                          |           | Nieuwe Leliestraat 117  | 52° 22' 30" NB, 4° 52' 47" OL | 3499 | Meer afbeeldingen                        |
| Pand met klokgevel                                                                                 | Gebouw                   | tweede kwart 18e eeuw                          |           | Nieuwe Leliestraat 119  | 52° 22' 30" NB, 4° 52' 47" OL | 3500 | Meer afbeeldingen                        |
| Pand met eenvoudige halsgevel                                                                      | Gebouw                   | eerste of tweede kwart 18e eeuw                |           | Nieuwe Leliestraat 135  | 52° 22' 30" NB, 4° 52' 45" OL | 3501 | Meer afbeeldingen                        |
| Pand met eenvoudige halsgevel                                                                      | Gebouw                   | eerste of tweede kwart 18e eeuw                |           | Nieuwe Leliestraat 137  | 52° 22' 30" NB, 4° 52' 45" OL | 3502 | Meer afbeeldingen                        |
| Hoekhuis met halsgevel voorzien van een palmet in de afdekking                                     | Gebouw                   | tweede kwart 18e eeuw                          |           | Nieuwe Leliestraat 141  | 52° 22' 29" NB, 4° 52' 45" OL | 3503 | Meer afbeeldingen                        |
| Pand met puntgevel                                                                                 | Gebouw                   | 18e/19e eeuw                                   |           | Nieuwe Leliestraat 175  | 52° 22' 29" NB, 4° 52' 41" OL | 3505 | Meer afbeeldingen                        |
| Hoekhuis met halsgeveltje                                                                          | Gebouw                   | 18e eeuw                                       |           | Nieuwe Leliestraat 2    | 52° 22' 34" NB, 4° 53' 2" OL  | 3506 | Meer afbeeldingen                        |
| Nieuwe gevel met oude kloktop                                                                      | Gebouw                   | derde kwart 18e eeuw                           |           | Nieuwe Leliestraat 8    | 52° 22' 33" NB, 4° 53' 1" OL  | 3507 | Meer afbeeldingen                        |
| Pand met gevel onder rechte lijst                                                                  | Gebouw                   | 18e/19e eeuw                                   |           | Nieuwe Leliestraat 10   | 52° 22' 33" NB, 4° 53' 1" OL  | 3508 | Meer afbeeldingen                        |
| Pand met halsgevel                                                                                 | Gebouw                   | tweede kwart 18e eeuw                          |           | Nieuwe Leliestraat 22   | 52° 22' 33" NB, 4° 52' 59" OL | 3509 | Meer afbeeldingen                        |
| Pand met gekuifde klokgevel                                                                        | Gebouw                   | tweede kwart 18e eeuw                          |           | Nieuwe Leliestraat 30   | 52° 22' 33" NB, 4° 52' 58" OL | 3510 | Meer afbeeldingen                        |
| Hoekhuis, voorgevel aan de eerste leliedwarsstraat onder rechte lijst en met gedenksteen           | Gebouw                   | tweede kwart 18e eeuw (bouw) 1854 (verbouwing) |           | Nieuwe Leliestraat 34   | 52° 22' 33" NB, 4° 52' 57" OL | 3511 | Meer afbeeldingen                        |
| Hoekhuis met halsgevel                                                                             | Gebouw                   | 17e/18e eeuw                                   |           | Nieuwe Leliestraat 32   | 52° 22' 33" NB, 4° 52' 58" OL | 3512 | Meer afbeeldingen                        |
| Pand met halsgevel                                                                                 | Gebouw                   | eerste of tweede kwart 18e eeuw                |           | Nieuwe Leliestraat 34A  | 52° 22' 32" NB, 4° 52' 57" OL | 3513 | Meer afbeeldingen                        |
| Pand met halsgevel                                                                                 | Gebouw                   | eerste of tweede kwart 18e eeuw                |           | Nieuwe Leliestraat 64A  | 52° 22' 32" NB, 4° 52' 53" OL | 3514 | Meer afbeeldingen                        |
| Pand met klokgevel                                                                                 | Gebouw                   | tweede kwart 18e eeuw                          |           | Nieuwe Leliestraat 66   | 52° 22' 32" NB, 4° 52' 53" OL | 3515 | Meer afbeeldingen                        |
| Hoekhuis met klokgevel waarin gevelsteen                                                           | Gebouw                   | derde kwart 18e eeuw                           |           | Nieuwe Leliestraat 84   | 52° 22' 31" NB, 4° 52' 51" OL | 3516 | Hoekhuis met klokgevel waarin gevelsteen |
| Pand met halsgevel                                                                                 | Gebouw                   | 1712                                           |           | Nieuwe Leliestraat 86   | 52° 22' 31" NB, 4° 52' 51" OL | 3517 | Meer afbeeldingen                        |
| Huis, vanwege de zandstenen onderdelen van de gevelhals (1712)                                     | Gebouw                   | 1712                                           |           | Nieuwe Leliestraat 88   | 52° 22' 31" NB, 4° 52' 50" OL | 3518 | Meer afbeeldingen                        |
| Pand met klokgevel                                                                                 | Woonhuis                 | derde kwart 18e eeuw                           |           | Nieuwe Leliestraat 98   | 52° 22' 31" NB, 4° 52' 49" OL | 3519 | Meer afbeeldingen                        |
| Pand met trapgevel                                                                                 | Gebouw                   | 17e eeuw                                       |           | Nieuwe Leliestraat 128A | 52° 22' 30" NB, 4° 52' 46" OL | 3520 | Meer afbeeldingen                        |
| Huisje zonder verdieping                                                                           | Gebouw                   | 17e eeuw (kern)                                |           | Nieuwe Leliestraat 160  | 52° 22' 29" NB, 4° 52' 43" OL | 3521 | Meer afbeeldingen                        |
| Huis met gevel waarvan de top later tot punttop is afgekloofd                                      | Gebouw                   | 17e eeuw (kern)                                |           | Nieuwe Leliestraat 168  | 52° 22' 29" NB, 4° 52' 42" OL | 3522 | Meer afbeeldingen                        |